# Simeyrols
Simeyrols là một xã, nằm ở tỉnh Dordogne vùng Aquitaine của Pháp. Xã này có diện tích 9,26 kilômét vuông, dân số năm 2004 là 199 người. Xã nằm ở khu vực có độ cao trung bình 200 m trên mực nước biển.

## Thông tin nhân khẩu
| Năm    | 1962 | 1968 | 1975 | 1982 | 1990 | 1999 | 2004 |
| ------ | ---- | ---- | ---- | ---- | ---- | ---- | ---- |
| Dân số | 153  | 160  | 180  | 162  | 185  | 189  | 199  |